# Dean Shiels
Dean Shiels (* 1. Februar 1985 in Magherafelt, County Londonderry, Nordirland) ist ein nordirischer Fußballspieler.

## Karriere

### Verein
Shiels spielte in der Jugend beim englischen Topclub FC Arsenal, kam hier aber in der ersten Mannschaft nie zum Einsatz. Im Jahr 2004 wechselte er zum schottischen Erstligisten Hibernian Edinburgh. Im Jahr 2006 wurde Shiels' rechtes Auge entfernt, das seit einem Unfall, als er acht Jahre alt war, blind gewesen war und Kopfweh verursacht hatte. Shiels kehrte in der gleichen Saison in den Kader zurück und etablierte sich in der darauffolgenden Saison 2006/07 wieder in der ersten Mannschaft. In diesem Jahr gewann der Nordire auch den schottischen Ligapokal.

### Nationalmannschaft
Im November 2005 gab Shiels gegen Portugal sein Debüt für die nordirische Nationalmannschaft.

## Erfolge
- Scottish Championship: 2016
- Scottish League Cup: 2007, 2012
- Scottish League Challenge Cup: 2016